# Charles Georges Cassou
Pour les personnes ayant le même patronyme, voir Cassou.
Charles Georges Cassou, né à Paris le 24 novembre 1887 et mort dans la même ville le 14 octobre 1947, est un sculpteur français, lauréat du prix de Rome en 1920.

## Biographie
Charles Georges Cassou est le fils de Charles Gaston Cassou, négociant.
Il est admis, le 29 octobre 1906 à l’école des beaux-arts de Paris où il est l’élève de Jules Coutan.
Membre de la Société des artistes français, il expose régulièrement au Salon où il obtient une médaille d’or en 1926. Sa notoriété lui vaut de nombreuses commandes publiques et privées. Ses œuvres sont plusieurs fois éditées en bronze. Il est très proche de son cousin, l'ingénieur et peintre Max Touret, qui lui ouvre les portes des milieux de collectionneurs américains.
Entre 1924 et 1936, il contribue à la décoration de la propriété du milliardaire américain William Randolph Hearst à San Simeon (Californie). On lui doit, en particulier, sept sculptures taillées en marbre de Carrare qui décorent les Sources de Neptune de la piscine.
Par ailleurs, il est l’auteur d’un groupe de Diane, commandé par W. R. Hearst, qui orne les allées du cimetière de Forest Lawn à Hollywood.
Il est mort à Paris (14e) le 14 octobre 1947. 

## Œuvres

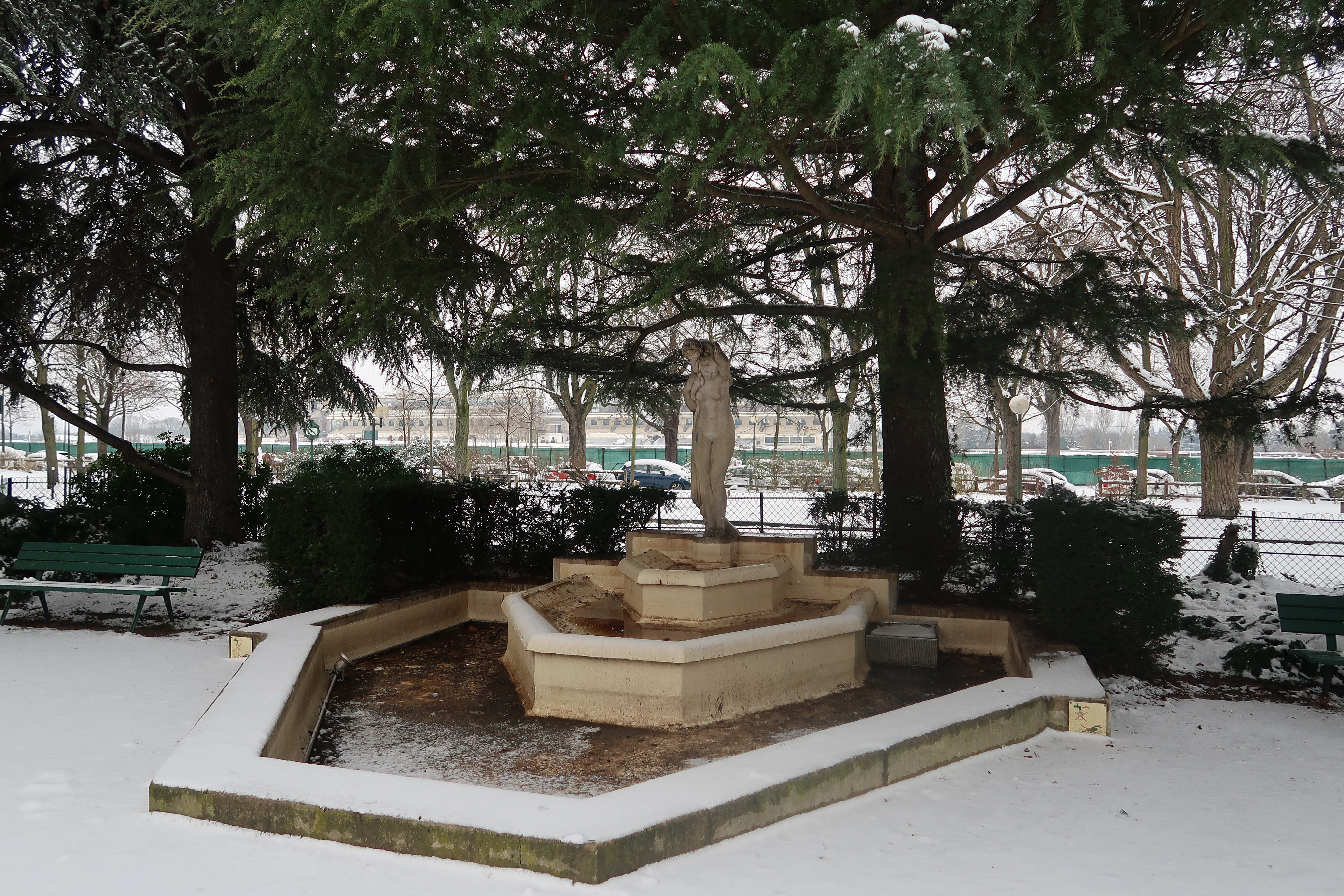
Fontaine du square Tolstoï (Paris).

- Consolation, plâtre en ronde-bosse, prix de Rome en 1920, école nationale supérieure des beaux-arts de Paris
- Naissance de Vénus, fontaine en marbre exposée au Salon de 1930
- Les Derniers Moments de l’aïeul (1911), bas-relief en plâtre, école des beaux-arts de Paris
- Monument aux morts de Saint-Pierre-de-Franqueville (1921)
- Monument d’André Bouxin à Aubenton (1925)[3],[4]
- Buste d’André Bouxin[5], marbre, mairie d’Aubenton.
- Fontaine du square Tolstoï (1934), marbre, 16e arrondissement de Paris[6]
- Tombe de la famille Barral au cimetière ancien de Villeurbanne (architecte : Michel Roux-Spitz).